# Gerberga da Saxônia
Gerberga da Saxônia ou Gerberga de França (Nordhausen, c. 913/914 - Reims, 5 de maio de 984) foi rainha da Frância como esposa de Luís IV de França. De acordo com fontes contemporâneas, Gerberga era uma mulher culta, inteligente e poderosa politicamente.

## Família
Gerberga foi a filha do rei Henrique I da Germânia e sua segunda esposa, Matilde de Ringelheim, e como tal membro da Dinastia otoniana e descendente de Carlos Magno.
Seu irmão mais velho era o Imperador do Sacro Império Romano-Germânico, Otão I.

## Biografia

### Primeiro casamento
Seu primeiro marido foi Gilberto de Lotaringia, filho de Reginaldo I de Langhals, feito Duque da Lorena em 925, com quem se casou em 930. Antes em 920, ele havia sido rival do pai de Gerberga, o rei Henrique, ao planejar se estabelecer como um chefe independente na Lotaríngia. Eles tiveram os seguintes filhos:
- Alberada da Lorena (Lorena,c. 930 - 973, enterrada na Abadia de Saint-Remi), casada com Reinaldo, originalmente Ragenoldo, um chefe viquingue que se tornou conde de Roucy
- Henrique (c.932), foi duque da Lorena
- Gerberga da Lorena (c. 935), casada com Adalberto I, conde de Vermandois
- Wiltrude (c. 937)

Jocundus, um escritor de crônicas lotaríngio na década de 1070, escreveu que a influência de Gerberga sobre seu marido o levou a ajudar o irmão mais novo da esposa, Henrique I da Baviera, que havia se rebelado contra seu irmão mais velho, Otão I em 936. Gilberto foi derrotado por Otão em 939 na Batalha de Andernach, e enquanto tentava fugir, se afogou no Rio Reno. 

### Segundo casamento
Gerberga tinha apenas 26 anos quando seu primeiro esposo morreu. Sendo assim, se casou novamente com o rei dos Francos, Luís IV de França, filho de Carlos, o Simples e Edgiva de Wessex. O casamento ocorreu sem a permissão de Otão I, pois provavelmente Luís tinha a intenção de aumentar seu domínios ao incluir a Lotaríngia em seus estados, pois ela era controlada pelo primeiro marido da nobre. O casal real teve oito filhos:
- Lotário I de França (941 - 886), rei da Frância Ocidental
- Matilde de França (Aquitânia, 943 - Aquitânia, 27 de janeiro de 992), foi rainha da Borgonha por seu casamento com Conrado I da Borgonha
- Hildegarda (c. 944)
- Carlomano (c. 948)
- Luís (c. 948)
- Carlos da Baixa Lorena (Laon,953 - Orleães,12 de junho de 993), com uma de suas esposas, Adelaide de Troyes, filha de Roberto de Vermandois, foi pai de Otão da Baixa Lorena e de outros filhos
- Alberada (antes de 953
- Henrique (953)

Gerberga esteve ativa durante a defesa de Laon em 941 e de Reims em 946, tendo acompanhado seu marido em expedições à Aquitânia em 944 e à Borgonha em 949, assim como esteve ativa durante o período de aprisionamento do rei em 945/946. 
Luís lhe deu a Abadia de Notre Dame de Laon em 951, retirada de sua mãe por ocasião de seu segundo casamento.

## Viuvez

### Regente
Quando em 10 de setembro de 954 seu marido morreu, o herdeiro ao trono, Lotário, tinha apenas 13 anos de idade. Com isso, Gerberga fez o necessário para que seu filho ascendesse ao trono. Ela entrou em um acordo com Hugo, o Grande, marido de sua irmã Edviges da Saxônia, e antigo adversário de Luís, que em troca de seu apoio político ao futuro rei, Aquitânia e Borgonha seriam controladas por ele.
A rainha não procurou o apoio de seu irmão imperador, para evitar a interferência da Frância Oriental em assuntos da Frância Ocidental, o que teria debilitado a posição política do reino Franco e enfurecido os nobres ocidentais.
Após a morte do aliado Hugo em 956, a monarca e sua irmã Edviges da Saxônia, reinavam sobre duas das mais poderosas dinastias da França. As duas unidas à seu irmão Bruno I, Arcebispo de Colônia e Duque da Lotaríngia, governaram o reino até a maioridade de Lotário em 954.

### Abadessa
Em 955, Gerberga se tornou abadessa no Monastério Benedito de Notre Dame em Soissons. Apesar disso, ela continuou atuando na política do reino. No ano de 961, ela esteve envolvida na escolha do novo bispo, Odalrico. Já em 965, ela esteve presente em Colônia durante o casamento de seu filho com Ema da Itália, enteada de seu irmão, Otão I.

## Morte
A antiga rainha morreu em 5 de maio de 884, em Reims, e foi enterrada na Abadia de Saint-Remi, o mesmo local de enterro de sua primeira filha, Alberada.